# 比西 (加来海峡省)
比西（法語：Buissy，法語發音：[bɥisi]）是法国上法蘭西大區加来海峡省的一个市镇，属于阿拉斯区。

## 地理
比西（50°12'23"N, 3°2'28"E）面积6.87 平方千米，位于法国上法蘭西大區加来海峡省，该省份为法国北部沿海省份，西北濒北海，南至索姆省，东临北部省。
与比西接壤的市镇（或旧市镇、城区）包括：维莱莱卡尼库尔、阿图瓦地区普龙维尔、阿图瓦地区安希、凯昂、巴拉勒、卡尼库尔。

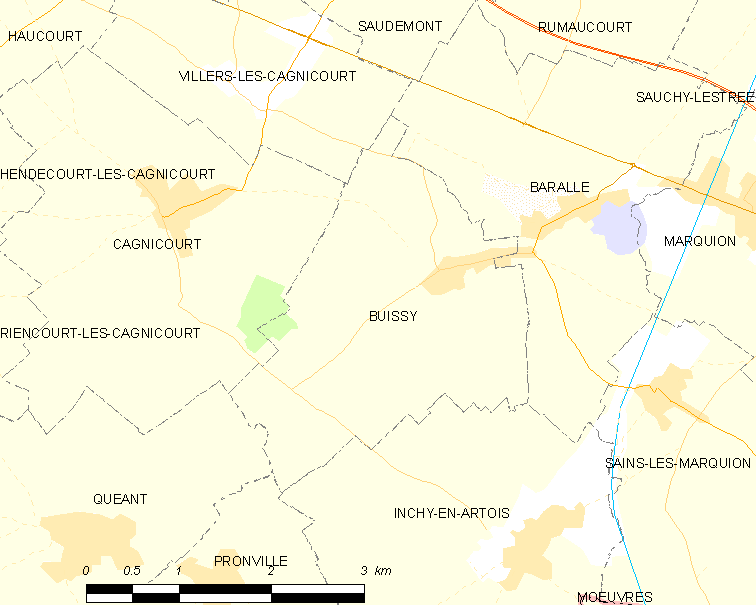
的OSM定位图

比西的时区为UTC+01:00、UTC+02:00（夏令时）。

## 行政
比西的邮政编码为62860，INSEE市镇编码为62184。

## 政治
比西所属的省级选区为巴波姆县。

## 人口

1962-2008年间人口变化图示

比西于2022年1月1日时的人口数量为287人。
比西人口变化图示
| 数据来源：INSEE |